# Henrietta Wood
Pour les articles homonymes, voir Wood.
Henrietta Wood (née vers 1819 et morte en 1912) est une esclave américaine qui a remporté le plus important verdict jamais prononcé dans un procès en réparation pour esclavage aux États-Unis. 
Née comme esclave dans le Kentucky, mais libérée à l'âge adulte, Wood a ensuite été kidnappée et revendue en tant qu'esclave. Après la Guerre de Sécession, Wood a poursuivi avec succès son ravisseur et a obtenu des dommages et intérêts.

## Biographie

### Premières années
Henrietta Wood est née esclave dans la famille Tousey dans une ferme du nord du Kentucky entre 1818 et 1820. Moses Tousey meurt en 1834 et Wood est vendue à Henry Forsyth, marchand de Lousville, pour 700 $, afin qu'elle effectue des tâches ménagères. Ensuite, elle est revendue à un autre marchand de Louisville, William Cirode, un immigré français. Cirode l'emmène à La Nouvelle-Orléans. Après le retour de Cirode en France en 1844, sa femme, Jane Cirode, conduit Henrietta Wood à Cincinnati en Ohio, un état libre. Jane Cirode enregistre Wood comme personne libre en 1848. Dans les années suivantes, Wood est employée de maison dans la région de Cincinnati.

### Nouvelle privation de liberté
En 1853, la fille et le gendre de William Cirode, Josephine et Robert White, veulent reprendre Henrietta Wood et en tirer profit. À cet effet, ils embauchent Zebulon Ward, un shérif adjoint de Covington, pour kidnapper l'ancienne esclave et la vendre. Ward a conspiré avec l'employeur de Wood pour l'emmener du côté du Kentucky de la rivière Ohio, où ils l'ont capturée. Elle a ensuite été détenue dans un enclos aux esclaves à Lexington pendant un an. Aux termes du Fugitive Slave Act de 1850, Henrietta Wood n'eut le droit ni à un procès ni de témoigner en son propre nom. Cependant, un aubergiste sympathisant que Henrietta Wood avait rencontré dans le Kentucky a intenté une action en justice en son nom. Le procès dura deux ans, mais n'a pas abouti car il n'a pas été possible de produire des documents dans le Kentucky prouvant que la jeune femme était libre. Ces documents avaient été brûlés dans l'incendie du palais de justice à Cincinnati en 1849.

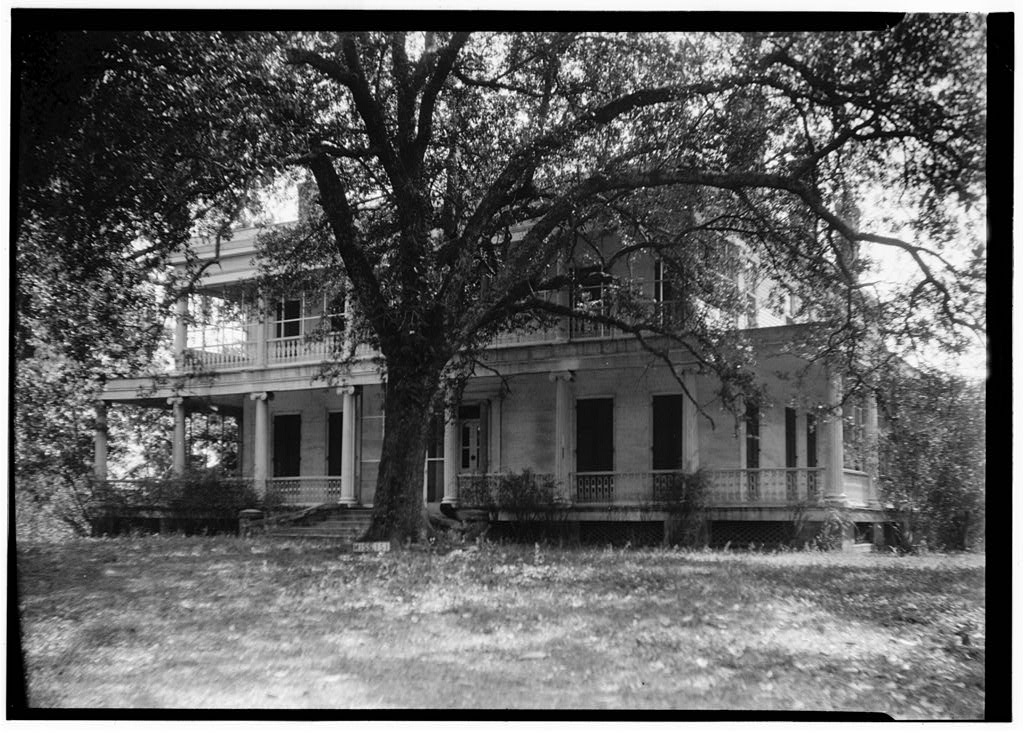
Henrietta Wood a été réduite en esclavage à Brandon Hall dans le Mississippi.

Le procès terminé, Henrietta Wood est emmenée en 1855 à Natchez, où elle est vendue à Gerard Brandon, le fils de l'ancien gouverneur du Mississippi. Henrietta Wood a travaillé dans des conditions cruelles dans les champs de coton et dans la maison de Brandon, et a donné naissance à son fils, Arthur. À la fin de la Guerre de Sécession, lorsque l'Union Army est arrivée pour libérer les esclaves de la région, Brandon a déplacé ses esclaves au Texas pour s'échapper. Henrietta Wood resta son esclave jusqu'en 1869, lorsqu'elle fut finalement libérée en signant un contrat de travail avec la famille Brandon. Elle est rapidement retournée dans la région de Cincinnati avec son fils.

### Procès en réparation
En 1870, Henrietta Wood entame le processus judiciaire pour poursuivre Zebulon Ward devant le tribunal fédéral de Cincinnati. Le procès Wood contre Ward, a lieu en 1878, présidé par le juge Philip Swing. Henrietta Wood et son avocat, Harvey Myers, ont demandé 20 000 $ en réparation, mais le jury lui a accordé 2 500 $, qu'elle a reçus en 1879. Le montant équivaut à 65 000 dollars de 2019 et reste le prix le plus élevé jamais accordée en réparation pour esclavage,. Son cas a été défendu par Lafcadio Hearn, journaliste au The Cincinnati Commercial.

### Liberté et héritage
Après le procès, Henrietta Wood déménage à Chicago pour demeurer auprès de son fils, Arthur H. Simms. Elle utilise l'argent du procès pour l'aider à payer ses études à l'Union College of Law, aujourd'hui Northwestern University Pritzker School of Law (en). Arthur a effectué une longue carrière d'avocat à Chicago pendant la première moitié du XXe siècle.
Le succès du procès de Wood n'a pas lancé une tendance de cas de réparation similaires. Bien qu'il ait bénéficié d'une couverture médiatique nationale à l'époque, il a été largement oublié dans les années suivantes. En 2019, W. Caleb McDaniel, professeur d'histoire à l'Université Rice, a utilisé des archives judiciaires pour rechercher et publier un livre sur la vie de Wood intitulé Sweet Taste of Liberty : A True Story of Slavery and Restitution. Le livre reçoit le prix Pulitzer d'histoire 2020.